# Grand Prix automobile de Malaisie 2009
GP précédent GP suivant
Le Grand Prix automobile de Malaisie 2009 (2009 Formula 1 Petronas Malaysia Grand Prix), disputé le 5 avril 2009 sur le circuit international de Sepang à Sepang, est la 805e épreuve du championnat du monde de Formule 1 courue depuis 1950. Il s'agit de la onzième édition du Grand Prix de Malaisie comptant pour le championnat du monde de Formule 1 et la seconde manche du championnat 2009.

## Essais libres

### Première séance, le vendredi de 11 h à 12 h 30

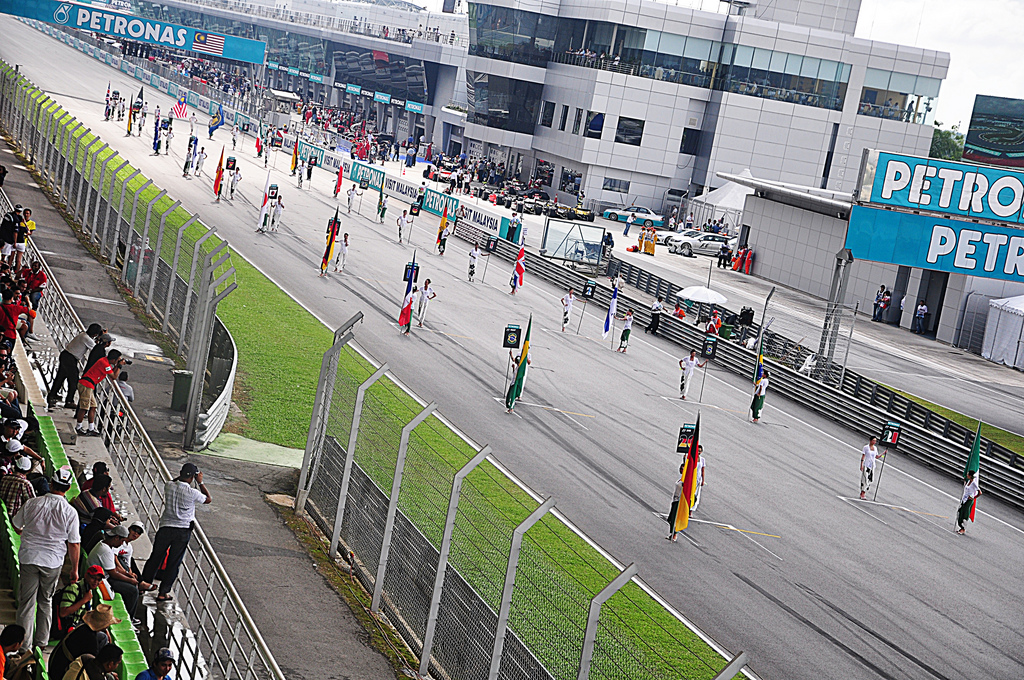
Parade des drapeaux avant la course

| Pos. | Pilote             | Voiture         | Chrono         | Écart     |
| ---- | ------------------ | --------------- | -------------- | --------- |
| 1    | Nico Rosberg       | Williams-Toyota | 1 min 36 s 260 |           |
| 2    | Kazuki Nakajima    | Williams-Toyota | 1 min 36 s 305 | + 0 s 045 |
| 3    | Jenson Button      | Brawn-Mercedes  | 1 min 36 s 430 | + 0 s 170 |
| 4    | Rubens Barrichello | Brawn-Mercedes  | 1 min 36 s 487 | + 0 s 227 |
| 5    | Felipe Massa       | Ferrari         | 1 min 36 s 561 | + 0 s 301 |
| 6    | Kimi Räikkönen     | Ferrari         | 1 min 36 s 646 | + 0 s 386 |

### Vendredi après-midi

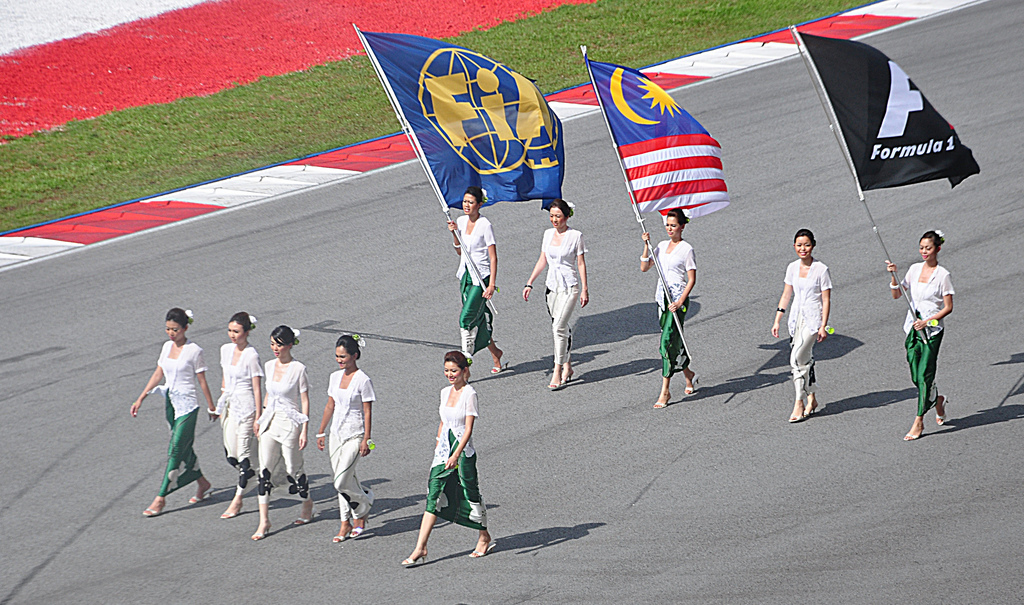
Parade en costume traditionnel malais avant la course

| Pos. | Pilote             | Voiture          | Chrono         | Écart     |
| ---- | ------------------ | ---------------- | -------------- | --------- |
| 1    | Kimi Räikkönen     | Ferrari          | 1 min 35 s 707 |           |
| 2    | Felipe Massa       | Ferrari          | 1 min 35 s 832 | + 0 s 125 |
| 3    | Sebastian Vettel   | Red Bull-Renault | 1 min 35 s 954 | + 0 s 247 |
| 4    | Nico Rosberg       | Williams-Toyota  | 1 min 36 s 015 | + 0 s 308 |
| 5    | Mark Webber        | Red Bull-Renault | 1 min 36 s 026 | + 0 s 319 |
| 6    | Rubens Barrichello | Brawn-Mercedes   | 1 min 36 s 161 | + 0 s 454 |

### Samedi matin
| Pos. | Pilote           | Voiture          | Chrono         | Écart     |
| ---- | ---------------- | ---------------- | -------------- | --------- |
| 1    | Nico Rosberg     | Williams-Toyota  | 1 min 35 s 940 |           |
| 2    | Mark Webber      | Red Bull-Renault | 1 min 36 s 048 | + 0 s 108 |
| 3    | Felipe Massa     | Ferrari          | 1 min 36 s 089 | + 0 s 149 |
| 4    | Jarno Trulli     | Toyota           | 1 min 36 s 132 | + 0 s 192 |
| 5    | Timo Glock       | Toyota           | 1 min 36 s 189 | + 0 s 249 |
| 6    | Sebastian Vettel | Red Bull-Renault | 1 min 36 s 194 | + 0 s 254 |

## Grille de départ

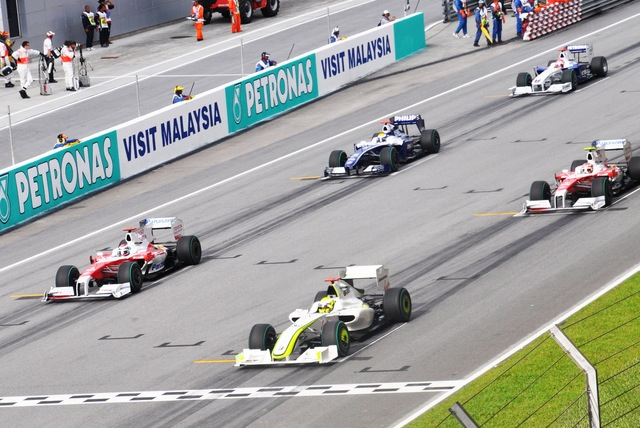
Le départ de l'épreuve, donné sur piste sèche

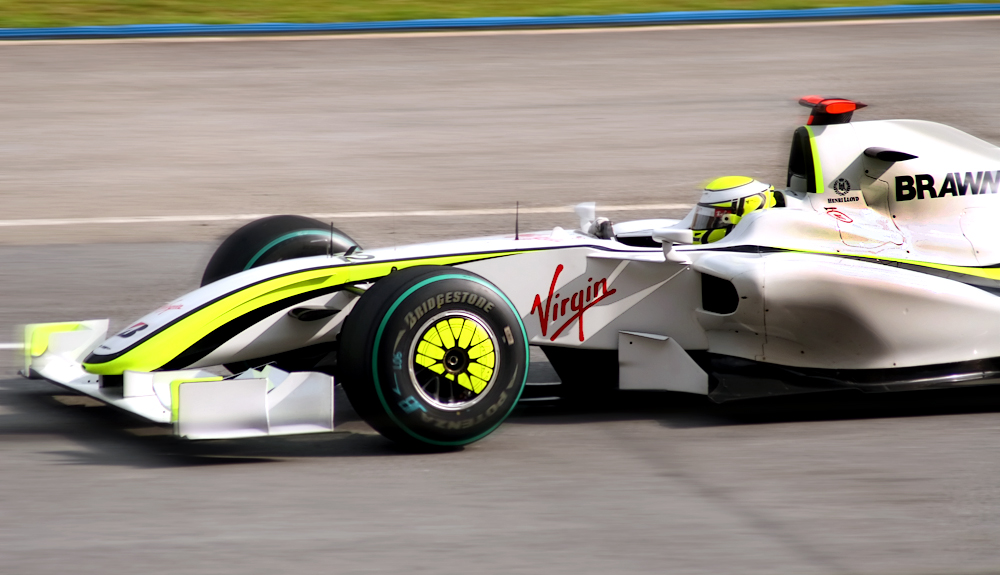
Jenson Button ne quittera pas la tête de la course et signe son premier hat-trick

| Pos. | Pilote                 | Écurie               | Qualifications 1 | Qualifications 2 | Qualifications 3 | Poids des monoplaces |
| ---- | ---------------------- | -------------------- | ---------------- | ---------------- | ---------------- | -------------------- |
| 1    | Jenson Button          | Brawn-Mercedes       | 1 min 35 s 058   | 1 min 33 s 784   | 1 min 35 s 181   | 660 kg               |
| 2    | Jarno Trulli           | Toyota               | 1 min 34 s 745   | 1 min 33 s 990   | 1 min 35 s 273   | 656,5 kg             |
| 3    | Timo Glock             | Toyota               | 1 min 34 s 907   | 1 min 34 s 258   | 1 min 35 s 690   | 656,5 kg             |
| 4    | Nico Rosberg           | Williams-Toyota      | 1 min 35 s 083   | 1 min 34 s 547   | 1 min 35 s 750   | 656 kg               |
| 5    | Mark Webber            | Red Bull-Renault     | 1 min 35 s 027   | 1 min 34 s 222   | 1 min 35 s 797   | 656 kg               |
| 6    | Robert Kubica          | BMW Sauber           | 1 min 35 s 166   | 1 min 34 s 562   | 1 min 36 s 106   | 663 kg               |
| 7    | Kimi Räikkönen SREC    | Ferrari              | 1 min 35 s 476   | 1 min 34 s 456   | 1 min 36 s 170   | 662,5 kg             |
| 8    | Rubens Barrichello     | Brawn-Mercedes       | 1 min 34 s 681   | 1 min 34 s 387   | 1 min 35 s 651   | 664,5 kg             |
| 9    | Fernando Alonso SREC   | Renault              | 1 min 35 s 260   | 1 min 34 s 706   | 1 min 37 s 659   | 680,5 kg             |
| 10   | Nick Heidfeld SREC     | BMW Sauber           | 1 min 35 s 110   | 1 min 34 s 769   |                  | 692 kg               |
| 11   | Kazuki Nakajima        | Williams-Toyota      | 1 min 35 s 341   | 1 min 34 s 788   |                  | 683,4 kg             |
| 12   | Lewis Hamilton SREC    | McLaren-Mercedes     | 1 min 35 s 280   | 1 min 34 s 905   |                  | 688 kg               |
| 13   | Sebastian Vettel       | Red Bull-Renault     | 1 min 34 s 935   | 1 min 34 s 276   | 1 min 35 s 518   | 647 kg               |
| 14   | Heikki Kovalainen SREC | McLaren-Mercedes     | 1 min 35 s 023   | 1 min 34 s 924   |                  | 688,9 kg             |
| 15   | Sébastien Bourdais     | Toro Rosso-Ferrari   | 1 min 35 s 507   | 1 min 35 s 431   |                  | 670,5 kg             |
| 16   | Felipe Massa SREC      | Ferrari              | 1 min 35 s 642   |                  |                  | 689,5 kg             |
| 17   | Nelsinho Piquet SREC   | Renault              | 1 min 35 s 708   |                  |                  | 681,9 kg             |
| 18   | Giancarlo Fisichella   | Force India-Mercedes | 1 min 35 s 908   |                  |                  | 680,5 kg             |
| 19   | Adrian Sutil           | Force India-Mercedes | 1 min 35 s 951   |                  |                  | 655,5 kg             |
| 20   | Sébastien Buemi        | Toro Rosso-Ferrari   | 1 min 36 s 107   |                  |                  | 686,5 kg             |

Notes: 

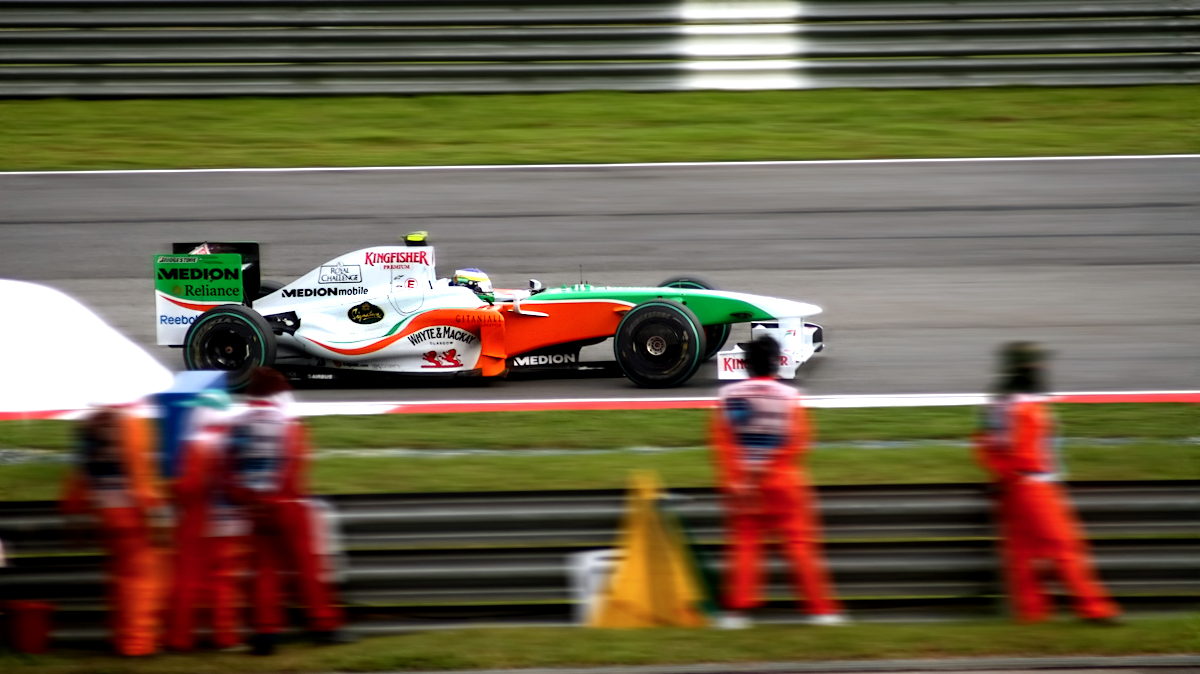
Giancarlo Fisichella est la première victime des averses, il sort de la piste au

- Les pilotes prenant part aux essais avec le SREC sont signalés par la mention SREC.
- Sebastian Vettel, auteur du 3e temps des qualifications est rétrogradé de 10 places pour avoir causé un accrochage évitable avec Robert Kubica lors du Grand Prix d'Australie. Il s'élance de la 13e place.
- Rubens Barrichello, auteur du 4e temps des qualifications est rétrogradé de 5 places après un changement de boîtes de vitesses. Il s'élance de la 8e place à la suite de la pénalité de Vettel.

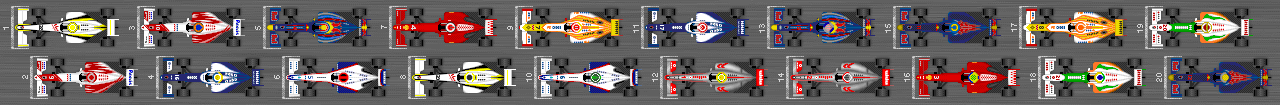
La grille de départ du Grand Prix.

## Course

### Déroulement de l'épreuve

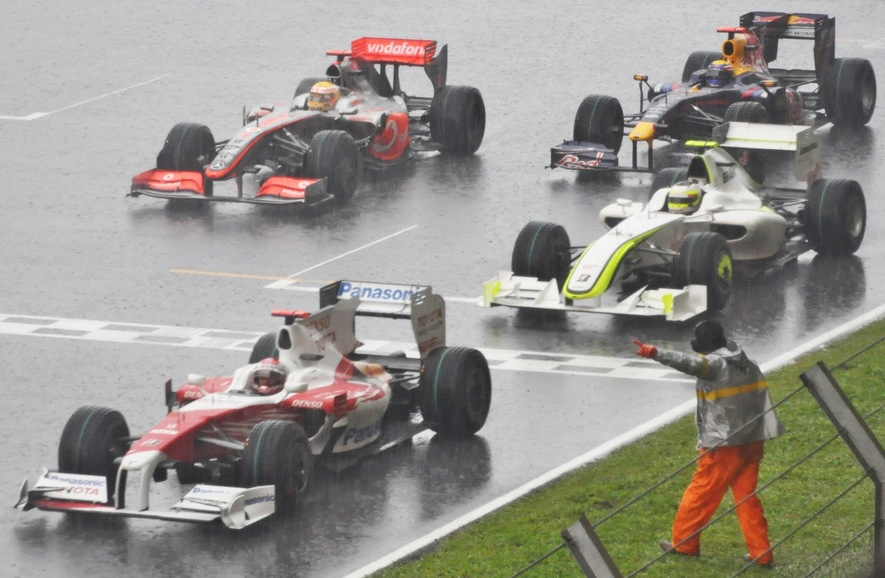
La course est interrompue avant terme et remportée par Jenson Button

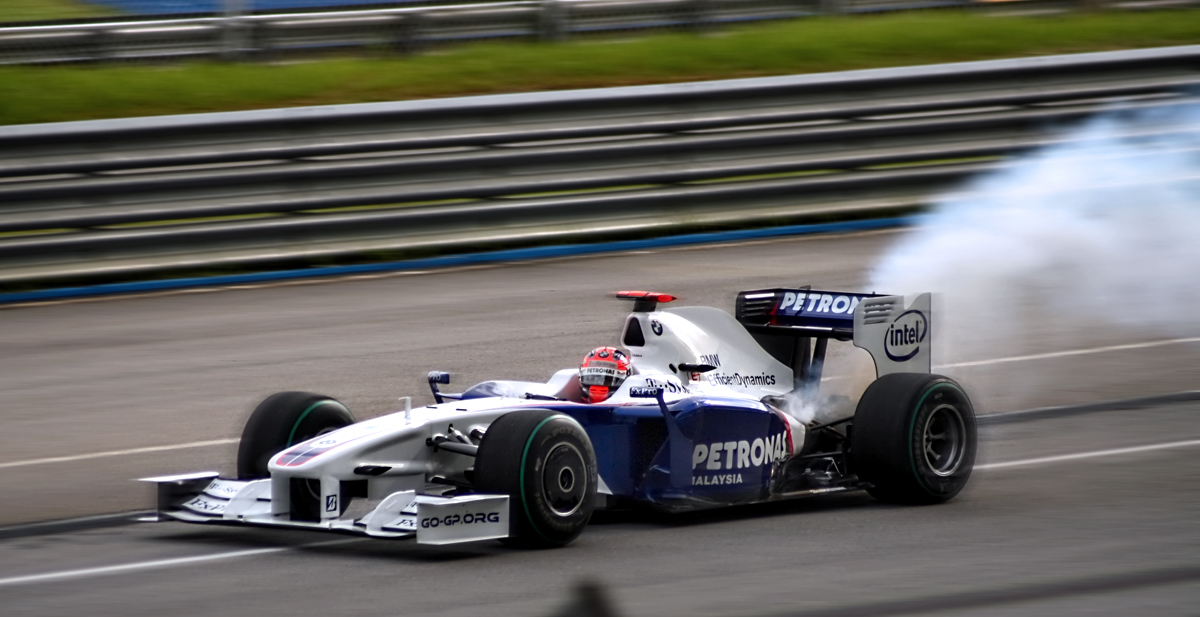
Le moteur de Kubica le trahit dès le premier tour

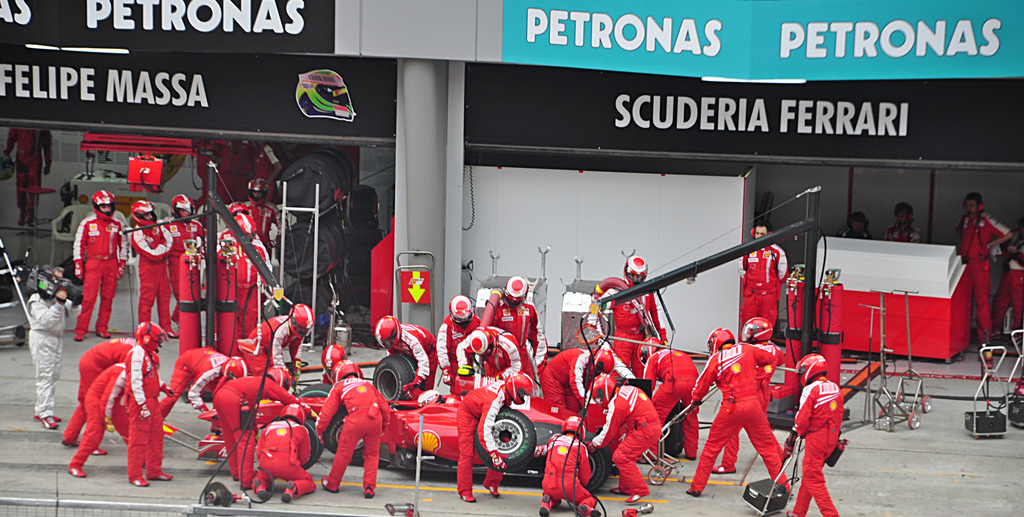
Kimi Räikkönen chausse trop tôt les pneus extrême pluie

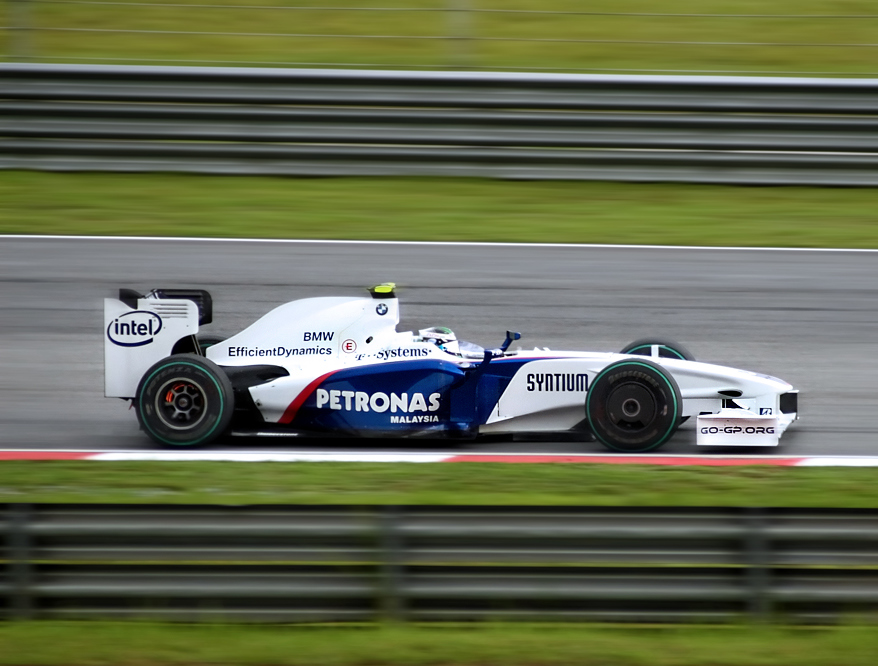
Nick Heidfeld se classe second du Grand Prix

Dès la fin du tour de formation, les nuages se font de plus en plus menaçants autour de la piste de Sepang. À l'extinction des feux, Nico Rosberg, en deuxième ligne, prend l'avantage sur les Toyota de Timo Glock et Jarno Trulli et la Brawn de Jenson Button, détenteur de la pole position, également dépassé par Trulli à la sortie du premier virage puis par Fernando Alonso qui est passé de la neuvième à la troisième place. Button reprend toutefois l'avantage sur la Renault très chargée en essence après quelques virages. Dans le peloton, Heikki Kovalainen, comme lors de la course précédente, ne boucle pas le premier tour et reste bloqué dans le bac à graviers tandis que Sébastien Buemi rentre à son stand pour changer son museau. Robert Kubica abandonne sur problème mécanique dès le premier tour. Au cinquième tour, Rosberg est toujours en tête devant Trulli, Button, Rubens Barrichello, Alonso, Kimi Räikkönen, Mark Webber, Timo Glock, Nick Heidfeld et Sebastian Vettel.
Peu après, Heidfeld est dépassé par Vettel et Lewis Hamilton tandis qu'Alonso laisse sa place à Kimi Räikkönen. Vettel, neuvième, ouvre le bal des ravitaillements au treizième tour et repart en queue de peloton tandis que Rosberg, rentré au stand au quinzième tour alors qu'il était toujours en tête, ne perd que quelques places et repart cinquième. Après deux tours en tête, Trulli passe par les stands et laisse les commandes de la course aux Brawn de Button et Barrichello. Button conserve sa position de leader après son pit-stop, devant Rosberg et Trulli. Les nuages menaçant de plus en plus, les mécaniciens Ferrari tentent un coup de poker en montant des pneus pluie sur la monoplace de Räikkönen au 17e tour alors qu'il ne pleut pas encore. La pluie fait son apparition au vingt-et-unième tour, trop tard pour Räikkönen qui a trop abimé ses pneumatiques. Alonso rattrape de justesse sa monoplace partie en aquaplanage. Les concurrents rentrent précipitamment monter des pneus adaptés aux nouvelles conditions de course. 
Button, Rosberg et Trulli mènent toujours l'épreuve tandis que Webber attaque successivement Hamilton et Heidfeld pour s'emparer de la quatrième place. Glock, qui a chaussé des intermédiaires et non des « extrême pluie », prend la tête de la course alors que Barrichello prend le meilleur sur Trulli en délicatesse avec ses pneus. De nombreux pilotes repassent à nouveau par leur stand pour mettre d'abord, des intermédiaires, puis chausser de nouveau des « extrême pluie » car la pluie tourne à l'orage violent. Des trombes d'eau s'abattent finalement sur le circuit : Giancarlo Fisichella, Buemi et Vettel sortent de la piste, ce qui oblige la voiture de sécurité à intervenir avant que les commissaires ne sortent le drapeau rouge au cours du trente-troisième tour.
La direction de course attend une éventuelle accalmie pour relancer la course mais la pluie ne cesse pas tandis que la luminosité devient de plus en plus faible. Jenson Button est déclaré vainqueur et le classement de l'épreuve est celui de l'avant-dernier tour. Nick Heidfeld se classe second, Glock complète le podium devant son coéquipier Trulli ; suivent Barrichello, Webber, Hamilton et Rosberg qui inscrit un demi-point puisque moins des trois-quarts de l'épreuve ont été effectués.

### Classement de la course
| Pos. | No | Pilote                 | Écurie               | Tours | Temps/Abandon                  | Grille | Points |
| ---- | -- | ---------------------- | -------------------- | ----- | ------------------------------ | ------ | ------ |
| 1    | 22 | Jenson Button          | Brawn-Mercedes       | 31    | 55 min 30 s 622 (185,730 km/h) | 1      | 5      |
| 2    | 6  | Nick Heidfeld SREC     | BMW Sauber           | 31    | + 22 s 722                     | 10     | 4      |
| 3    | 10 | Timo Glock             | Toyota               | 31    | + 23 s 513                     | 3      | 3      |
| 4    | 9  | Jarno Trulli           | Toyota               | 31    | + 46 s 173                     | 2      | 2,5    |
| 5    | 23 | Rubens Barrichello     | Brawn-Mercedes       | 31    | + 47 s 360                     | 8      | 2      |
| 6    | 14 | Mark Webber            | Red Bull-Renault     | 31    | + 52 s 333                     | 5      | 1,5    |
| 7    | 1  | Lewis Hamilton SREC    | McLaren-Mercedes     | 31    | +1 min 00 s 733                | 12     | 1      |
| 8    | 16 | Nico Rosberg           | Williams-Toyota      | 31    | + 1 min 11 s 576               | 4      | 0,5    |
| 9    | 3  | Felipe Massa SREC      | Ferrari              | 31    | +1 min 16 s 932                | 16     |        |
| 10   | 11 | Sébastien Bourdais     | Toro Rosso-Ferrari   | 31    | + 1 min 42 s 164               | 15     |        |
| 11   | 7  | Fernando Alonso SREC   | Renault              | 31    | + 1 min 49 s 422               | 9      |        |
| 12   | 17 | Kazuki Nakajima        | Williams-Toyota      | 31    | + 1 min 56 s 130               | 11     |        |
| 13   | 8  | Nelsinho Piquet SREC   | Renault              | 31    | + 1 min 56 s 713               | 17     |        |
| 14   | 4  | Kimi Räikkönen SREC    | Ferrari              | 31    | + 2 min 22 s 841               | 7      |        |
| 15   | 15 | Sebastian Vettel       | Red Bull-Renault     | 30    | Sortie de piste                | 13     |        |
| 16   | 12 | Sébastien Buemi        | Toro Rosso-Ferrari   | 30    | Sortie de piste                | 20     |        |
| 17   | 20 | Adrian Sutil           | Force India-Mercedes | 30    | + 1 tour                       | 19     |        |
| 18   | 21 | Giancarlo Fisichella   | Force India-Mercedes | 29    | Sortie de piste                | 18     |        |
| Abd. | 5  | Robert Kubica          | BMW Sauber           | 1     | Moteur                         | 6      |        |
| Abd. | 2  | Heikki Kovalainen SREC | McLaren-Mercedes     | 0     | Sortie de piste                | 14     |        |

Note:
- Les pilotes prenant part au Grand Prix avec le SREC sont signalés par la mention SREC.

### Pole position et record du tour
- Pole position :  Jenson Button  (Brawn-Mercedes) en 1 min 35 s 181 (209,651 km/h). Le meilleur temps des qualifications a également été réalisé par Jenson Button, lors de la Q2, en 1 min 33 s 784.
- Meilleur tour en course :  Jenson Button  (Brawn-Mercedes) en 1 min 36 s 641 (206,484 km/h) au dix-huitième tour.

### Tours en tête
- Nico Rosberg (Williams-Toyota) : 15 tours (1-15)
- Jarno Trulli (Toyota): 1 tour  (16)
- Jenson Button  (Brawn-Mercedes) : 14 tours (17-19 / 21-31)
- Rubens Barrichello  (Brawn-Mercedes) : 1 tour (20)

## Classements généraux à l'issue de la course
| Pos. | Pilote             | Écurie             | Points |
| ---- | ------------------ | ------------------ | ------ |
| 1    | Jenson Button      | Brawn-Mercedes     | 15     |
| 2    | Rubens Barrichello | Brawn-Mercedes     | 10     |
| 3    | Jarno Trulli       | Toyota             | 8,5    |
| 4    | Timo Glock         | Toyota             | 8      |
| 5    | Nick Heidfeld      | BMW Sauber         | 4      |
| 6    | Fernando Alonso    | Renault            | 4      |
| 7    | Nico Rosberg       | Williams-Toyota    | 3,5    |
| 8    | Sébastien Buemi    | Toro Rosso-Ferrari | 2      |
| 9    | Mark Webber        | Red Bull-Renault   | 1,5    |
| 10   | Sébastien Bourdais | Toro Rosso-Ferrari | 1      |
| 11   | Lewis Hamilton     | McLaren-Mercedes   | 1      |

| Pos. | Écurie             | Points |
| ---- | ------------------ | ------ |
| 1    | Brawn-Mercedes     | 25     |
| 2    | Toyota             | 16,5   |
| 3    | BMW Sauber         | 4      |
| 4    | Renault            | 4      |
| 5    | Williams-Toyota    | 3,5    |
| 6    | Toro Rosso-Ferrari | 3      |
| 7    | Red Bull-Renault   | 1,5    |
| 8    | McLaren-Mercedes   | 1      |

## Statistiques
- 5e pole position de sa carrière pour Jenson Button.
- 2e pole position pour l'écurie Brawn pour son deuxième Grand Prix.
- 3e victoire de sa carrière pour Jenson Button.
- 1er meilleur tour en course de sa carrière pour Jenson Button.
- 1er hat trick (pole position, victoire et meilleur tour en course) de sa carrière pour Jenson Button.
- 2e victoire pour son deuxième Grand Prix pour Brawn en tant que constructeur.
- 69e victoire pour Mercedes Benz en tant que motoriste.
- 10e podium pour Toyota en tant que constructeur.
- 650e Grand Prix pour McLaren en tant que constructeur.
- 30e arrivée consécutive parmi les pilotes classés pour Nick Heidfeld qui établit un nouveau record.
- La course a été arrêtée (drapeau rouge) au 33e des 56 tours prévus à cause des conditions météorologiques (pluie orageuse forçant l'hélicoptère de sécurité à se poser). Les 75 % de la course n'ayant pas été effectués, seule la moitié des points a été distribuée, pour la première fois depuis le Grand Prix d'Australie 1991. Le classement final s'est effectué selon l'ordre de passage des monoplaces au 31e tour. C'est la première fois depuis le Grand Prix du Brésil 2003 qu'une course est arrêtée définitivement sur drapeau rouge.
- Pour la première fois, une monoplace dotée du SREC se classe sur le podium (Nick Heidfeld sur BMW Sauber).
- Pour la première fois depuis 1992, les Ferrari n’ont pas inscrit de points au terme des deux premières courses de la saison. Il faut remonter au Grand Prix d'Italie 2005 pour retrouver une série de deux courses consécutives sans que la Scuderia ne marque le moindre point.